# Chiltoniella
Chiltoniella is een geslacht van kreeftachtigen uit de klasse van de Cephalocarida (strijkboutkreeftjes).

## Soort
- Chiltoniella elongata Knox & Fenwick, 1977